# Virginia Slims Championships 1987
Virginia Slims Championships 1987 - сімнадцятий Чемпіонат Туру WTA, щорічний тенісний турнір, що визначав найкращу гравчиню в одиночному розряді в рамках Туру WTA 1987. Відбувся з 16 до 23 листопада 1987 року в Медісон-сквер-гарден у Нью-Йорку (США). Штеффі Граф здобула титул в одиночному розряді.

## Фінальна частина

### Одиночний розряд
Штеффі Граф —  Габріела Сабатіні, 4-6, 6-4, 6-0, 6-4

### Парний розряд
Мартіна Навратілова /  Пем Шрайвер —  Клаудія Коде-Кільш /  Гелена Сукова, 6–1, 6–1